# Villa Paranacito
Villa Paranacito ist eine Kleinstadt im Südosten der Provinz Entre Ríos im Zentrum Argentiniens.

## Bevölkerung
Die offizielle Einwohnerzahl beträgt 3.998 (Volkszählung 2001). Die Einwohnerzahl verdreifachte sich damit in den 1990er Jahren nahezu; in der Volkszählung 1991 waren erst 1.035 Einwohner gezählt worden. Laut einer Schätzung der Stadtregierung auf der offiziellen Website hat der Ort aktuell 7.500 Einwohner, von denen sich 4.000 im urbanen Gebiet und der Rest im ländlichen Raum verteilen.

## Geschichte
Die Ansiedlung wurde am 25. Mai 1906 von europäischen Emigranten gegründet. Zunächst war sie nur auf dem Wasserweg erreichbar. 1937 wurde Villa Paranacito ans Straßennetz angeschlossen, 1971 ans Stromnetz. 1982 wurde die Gemeinde Villa Paranacito eingerichtet und 1987 die bis heutige gültige Größe des Gemeindegebiets auf 1.970 km2 festgelegt.